# HP 9100A

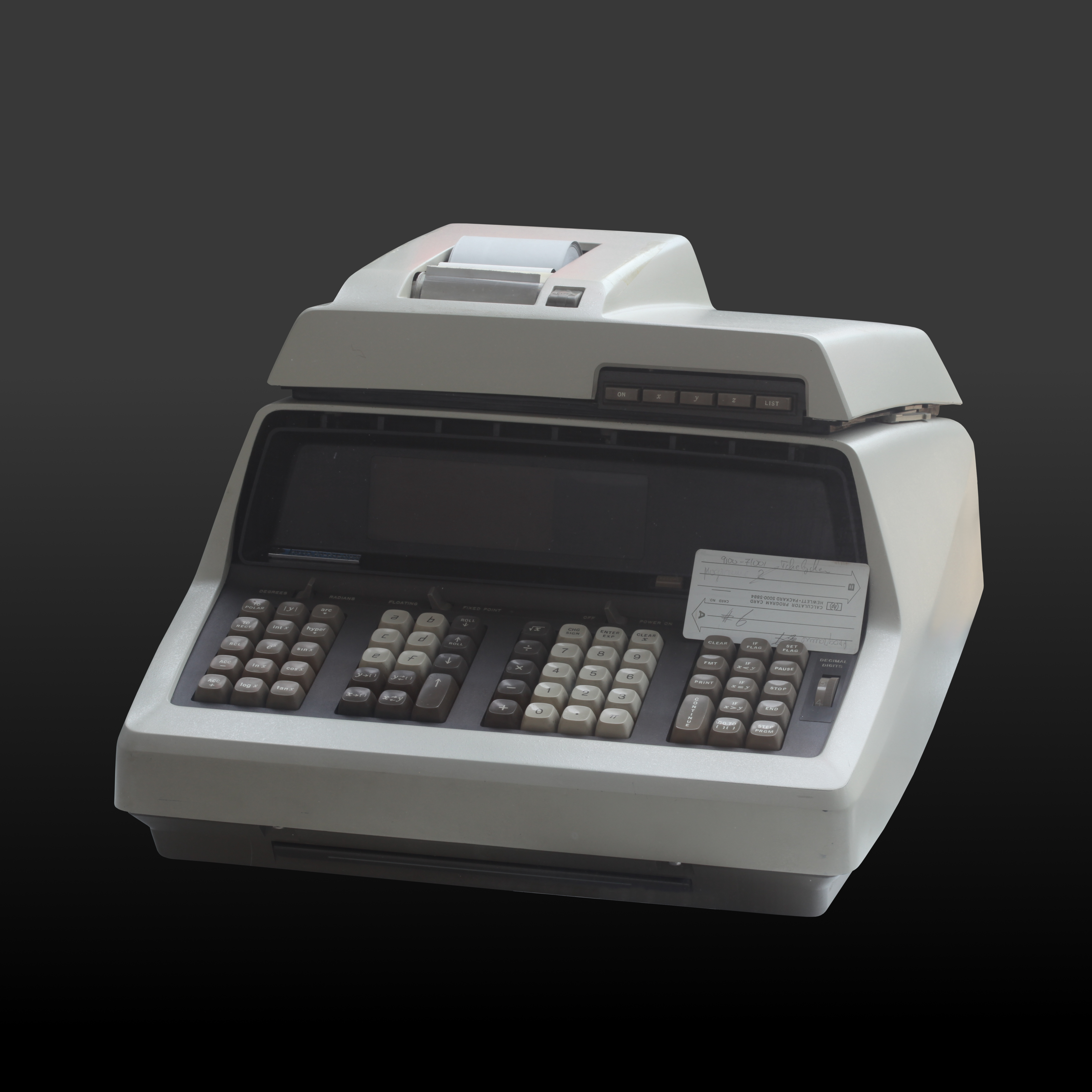
«The new Hewlett-Packard 9100A personal computer» is «ready, willing, and able… to relieve you of waiting to get on the big computer.»

Hewlett-Packard 9100A (hp 9100A) — настольный программируемый калькулятор на дискретных полупроводниках, впервые представленный фирмой Hewlett-Packard в 1968 году и являющийся одним из первых в мире программируемых калькуляторов.

## История
Автором первого прототипа данного устройства был инженер Томас Э. Осборн, который поступил на работу в HP, когда компания решила начать данный проект
Конструкция калькулятора была инженерным чудом для своего времени: без применения интегральных микросхем, полностью на дискретных транзисторах и диодах, был построен первый, по современному определению, «научный калькулятор» (то есть он позволял одним-двумя нажатиями на клавиши вычислять тригонометрические функции, логарифмы и антилогарифмы). Калькулятор реализовывал обратную польскую запись вычислений, став родоначальником линейки калькуляторов в RPN фирмы HP. Он продавался за 4900 $ (около 33 000 $ по современным ценам). Впоследствии фирма выпустила расширенную версию HP 9100B, кроме того, отдельно продавались несколько периферийных устройств и блок расширения памяти.
Во многих источниках именно HP9100A именуется «первым программируемым калькулятором», хотя в действительности у него было, по меньшей мере, два предшественника: итальянская «Programma 101» фирмы Olivetti и японский Casio AL-1000 фирмы Casio. Причём из-за сходства конструкций Hewlett-Packard даже пришлось выплатить фирме Olivetti 900 000 $ в виде роялти за копирование некоторых технических решений. Впрочем, если предшественники были лишь автоматическими электронными арифмометрами (вычисляли четыре действия арифметики и несколько простейших функций), то HP9100A можно без оговорок назвать «первым полноценным настольным программируемым калькулятором для инженерных расчётов».
Именно в связи с этим устройством стало широко известно само понятие «программируемого калькулятора»: ранее «калькуляторами» называли устройства, выполняющие операции непосредственно по нажатию клавиш, а устройства, допускающие произвольное программирование, именовались «компьютерами». Первоначально и HP 9100A был назван «персональным компьютером» (англ. personal computer), но ответственные лица фирмы HP сочли, что название «калькулятор» сделает товар более продаваемым, в частности, из-за того, что в то время американские службы закупки предприятий и организаций, как правило, имели полномочия приобретать «калькуляторы» по собственной инициативе, в то время как приобретение «компьютера», вне зависимости от стоимости, требовало санкции высшего руководства. Кроме того, Билл Хьюлет заметил: «Если бы мы назвали его компьютером, он был бы отвергнут компьютерными профи наших пользователей, так как он не похож на IBM». К тому же реклама HP 9100A прямо противопоставляла его компьютерам, обещая покупателю «избавление от ожидания очереди к большому компьютеру».

## Конструкция и возможности
Калькулятор имел настольное исполнение, индикатор на катодо-люминесцентных лампах и клавиатуру. Отдельно продавалось печатающее устройство, считыватель магнитных карт и дополнительный внешний интерфейс для подключения принтера IBM. Масса калькулятора составляла около 40 фунтов (~18 кг)
Основные технические характеристики калькулятора:
- Логика вычислений: RPN, операционный стек с тремя регистрами (X,Y,Z), поддерживались команды обмена содержимым двух первых регистров и циклического сдвига содержимого стека.
- Диапазон поддерживаемых чисел: ±(10−98 — 1099), мантисса 10 знаков, порядок — 2 знака.
- Оперативная память: 16 числовых регистров и 192 шага программы.
- Поддерживаемые операции и функции: сложение, вычитание, умножение и деление, натуральные и десятичные логарифмы, экспоненциальная функция, квадратный корень, тригонометрические, включая гиперболические прямые и обратные функции, сложение и вычитание векторов одной командой, перевод полярных координат в декартовы и обратно, обратная функция, вывод числа π.
- Программирование на символьно-кодовом языке. Система команд содержала, в том числе, команды условных и безусловных переходов, что давало возможность создавать программы со сложной логикой.

При использовании программ HP 9100A позволял вычислять корни многочленов до пятой степени, функции Бесселя, эллиптические интегралы и выполнять регрессионный анализ.
Представленная позже расширенная версия HP 9100B имела вдвое большую память программ и данных: 32 регистра и 392 шага программы. Отдельно продавался блок расширения памяти HP 9101A Extended Memory, он обеспечивал дополнительную память, которую пользователь мог самостоятельно поделить между регистрами и шагами программы (обеспечивалось до 3472 дополнительных шагов программы либо до 248 регистров данных). Также он обеспечивал поддержку косвенной адресации: переход по адресу, находящемуся в регистре X.